# Franky Lee
Franky Lee är ett svenskt rockband med influenser av punk. Mathias Färm (gitarr) från Millencolin, Fredrik Granberg (trummor) från Randy och Magnus Hägerås (gitarr) från The Peepshows startade bandet år 2006. Bandet är influerat av The Afghan Whigs och Rocket from the Crypt och har jämförts med Foo Fighters.
Franky Lee bildades när medlemmarna träffades på en fest. Namnet Franky Lee kommer från Bob Dylan-låten "The Ballad of Frankie Lee and Judas Priest".
Franky Lee var den 8 november 2006 förband till My Chemical Romance i Stockholm. Franky Lee släppte sin första skiva Cutting Edge i januari 2007 genom skivbolaget Burning Heart Records. Skivan är inspelad i Mathias Färms Soundlab Studio.
I mars 2010 stod endast Färm och Hägerås listade som bandets medlemmar på Myspace, vilket indikerade att Granberg lämnat bandet. Granberg medverkade inte på bandets andra studioalbum There Is No Hell Like Other Peoples Happiness, som utkom den 4 november 2011.

## Medlemmar
Nuvarande medlemmar
- Mathias Färm – sång, gitarr (2006–idag)
- Magnus Hägerås – gitarr (2006–idag)

Tidigare medlemmar
- Fredrik Granberg – trummor (2006–2010)

## Diskografi
Studioalbum
- 2007 – Cutting Edge
- 2011 – There Is No Hell Like Other Peoples Happiness

Singlar
- 2007 – "The World Just Stopped" (promo)